# 27 februarie
ianuarie • februarie • martie  • aprilie  • mai  • iunie  • iulie  • august  • septembrie  • octombrie  • noiembrie  • decembrie
27 februarie este a 58-a zi a calendarului gregorian. Mai sunt 307 zile până la sfârșitul anului (308 zile în anii bisecți).

## Evenimente

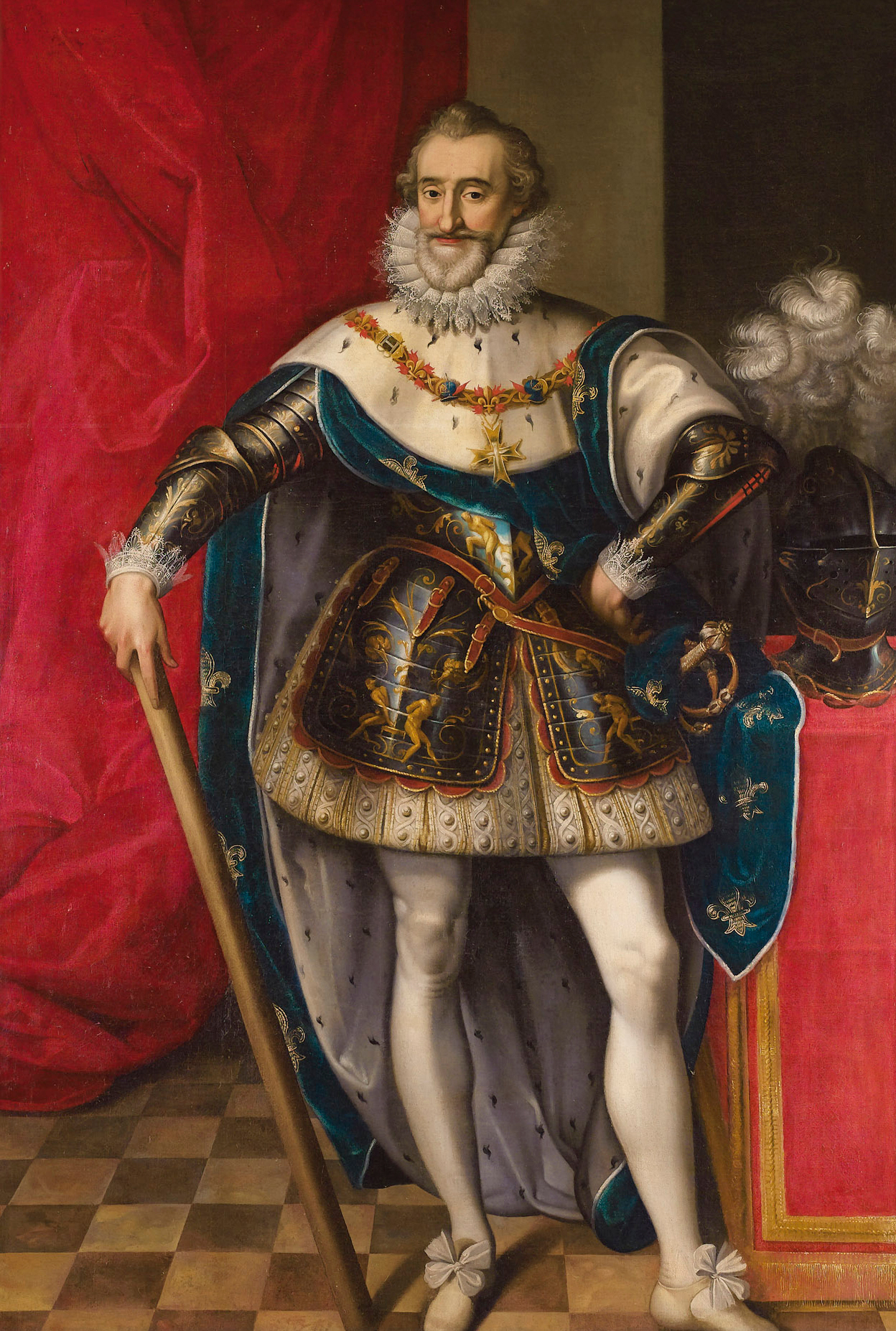
1594: Henric al IV-lea este încoronat rege al Franței, punând astfel bazele dinastiei Bourbonilor.

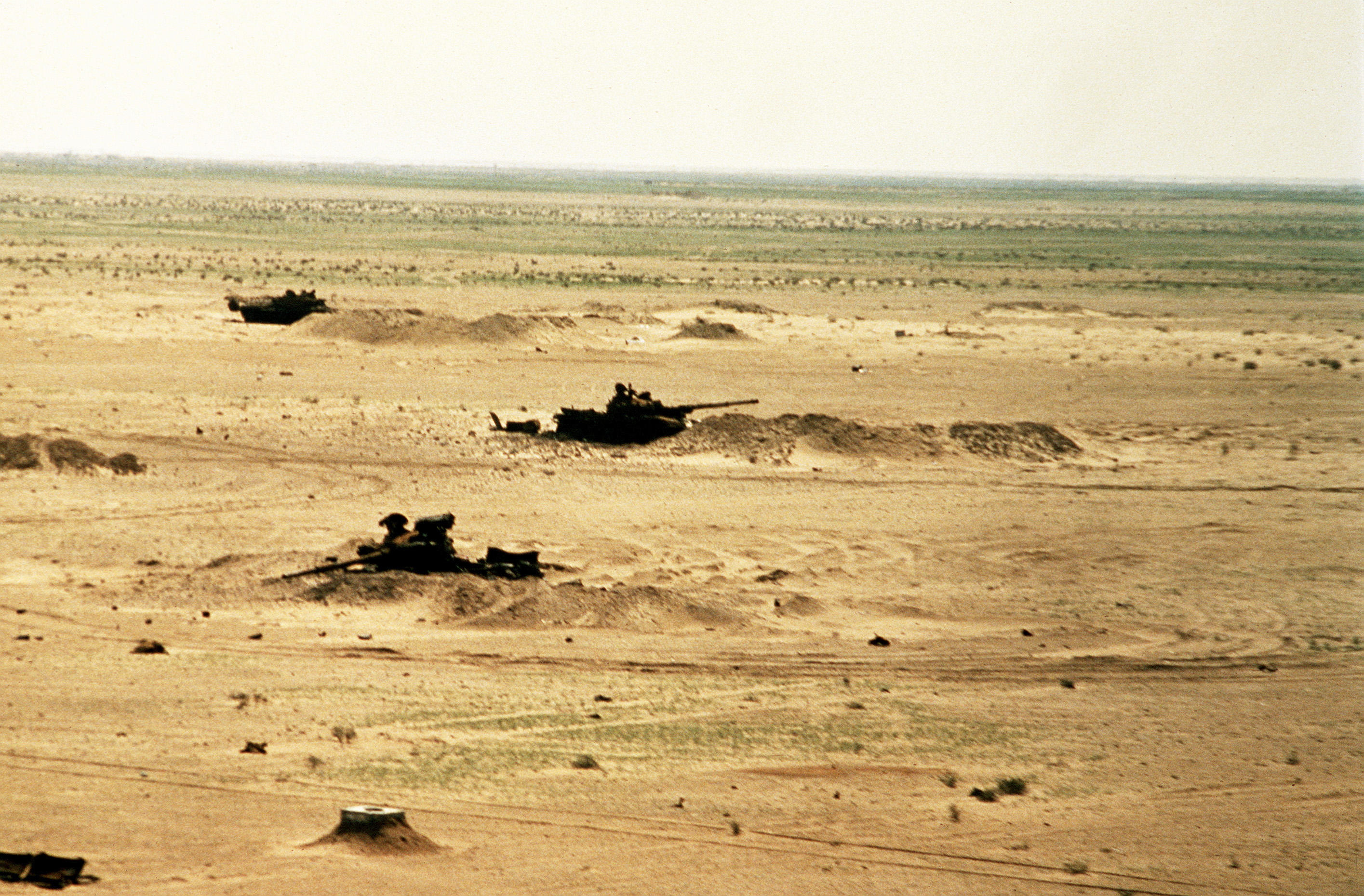
1991: Războiul din Golf: Președintele american George Bush anunță "Kuwaitul este eliberat."

- 1470: Ștefan cel Mare atacă și incendiază orașul Brăila în încercarea sa de a scoate de sub influența otomană Țara Romanească și de a-l îndepărta pe Radu cel Frumos de la tron.
- 1477: Cu o bulă papală Papa Sixt al IV-lea a aprobat înființarea unei universități în Uppsala, Suedia. Este cea mai veche universitate existentă din Scandinavia.
- 1510: Afonso de Albuquerque cucerind Indiile Orientale, pune stăpânire pe cetatea Goa.
- 1560: Se semnează Tratatul de la Berwick între Anglia și nobilii scoțieni, care avea să conducă la alungarea francezilor din Scoția.
- 1594: Henric al IV-lea este încoronat rege al Franței, punând astfel bazele dinastiei Bourbonilor.
- 1617: Suedia și Rusia încheie Tratatul de la Stolbovo punând capăt Războiului ingrian, care avea să închidă accesul Rusiei la Marea Baltică.
- 1626: Un edict promulgat de cardinalul Richelieu interzice practicarea duelurilor.
- 1700: Se descoperă Insula Noua Britanie.
- 1844: Republica Dominicană își câștigă independența față de Haiti.
- 1861: Trupele rusești trag asupra unei mulțimi din Varșovia care protesta împotriva ocupației ruse. Sunt uciși cinci protestatari.
- 1866: A apărut la București revista "Sarsailă" (până la 18 mai 1866), condusă de N.T. Orășanu; a continuat revista "Nichipercea", căreia i-a preluat și numărătoarea anilor și a numerelor de apariție.
- 1881: Prințul Wilhelm al Prusiei se căsătorește la Berlin cu Augusta Viktoria de Schleswig-Holstein. Cei doi sunt viitorul împărat german Wilhelm al II-lea și împărăteasa Augusta.
- 1882: Premiera, la Gimnaziul român din Brașov, a primei operete românești: "Crai nou", de Ciprian Porumbescu. (27 februarie/11 martie)
- 1898: Regele George I al Greciei supraviețuiește unei încercări de asasinat.
- 1900: Este fondat Partidul Laburist britanic.
- 1900: Este fondat FC Bayern München.
- 1916: Armata austro-ungară a ocupat orașul albanez Durres.
- 1932: Revista Nature a publicat un articol de James Chadwick prin care se descrie existența neutronului.
- 1933: Clădirea Reichstag-ului german din Berlin a fost distrusă într-un incendiu, moment-cheie în preluarea puterii de către naziști în Germania.
- 1938: A fost promulgată noua Constituție a României, prin care se introducea dictatura regală a lui Carol al II–lea și sfârșitul regimului parlamentar.
- 1940: Biochimiștii americani Martin Kamen și Sam Ruben descoperă izotopul carbon-14.
- 1951: În SUA intră în vigoare al 22-lea Amendament al Constituției Statelor Unite care limitează termenul prezidențial la un maxim de două mandate.
- 1964: Guvernul italian anunță că acceptă sugestii cu privire la modul de a salva de la prăbușire renumitul Turn înclinat din Pisa.
- 1967: Dominica își câștigă independența față de Marea Britanie.
- 1991: Războiul din Golf: Președintele american George Bush anunță "Kuwaitul este eliberat."
- 1994: Alegeri legislative în Republica Moldova
- 2003: Rowan Williams devine cel de-al 104-lea arhiepiscop de Canterbury al Bisericii Anglicane
- 2010: Un cutremur cu magnitudinea de 8,8 grade pe scara Richter a zguduit centrul statului Chile.

## Nașteri

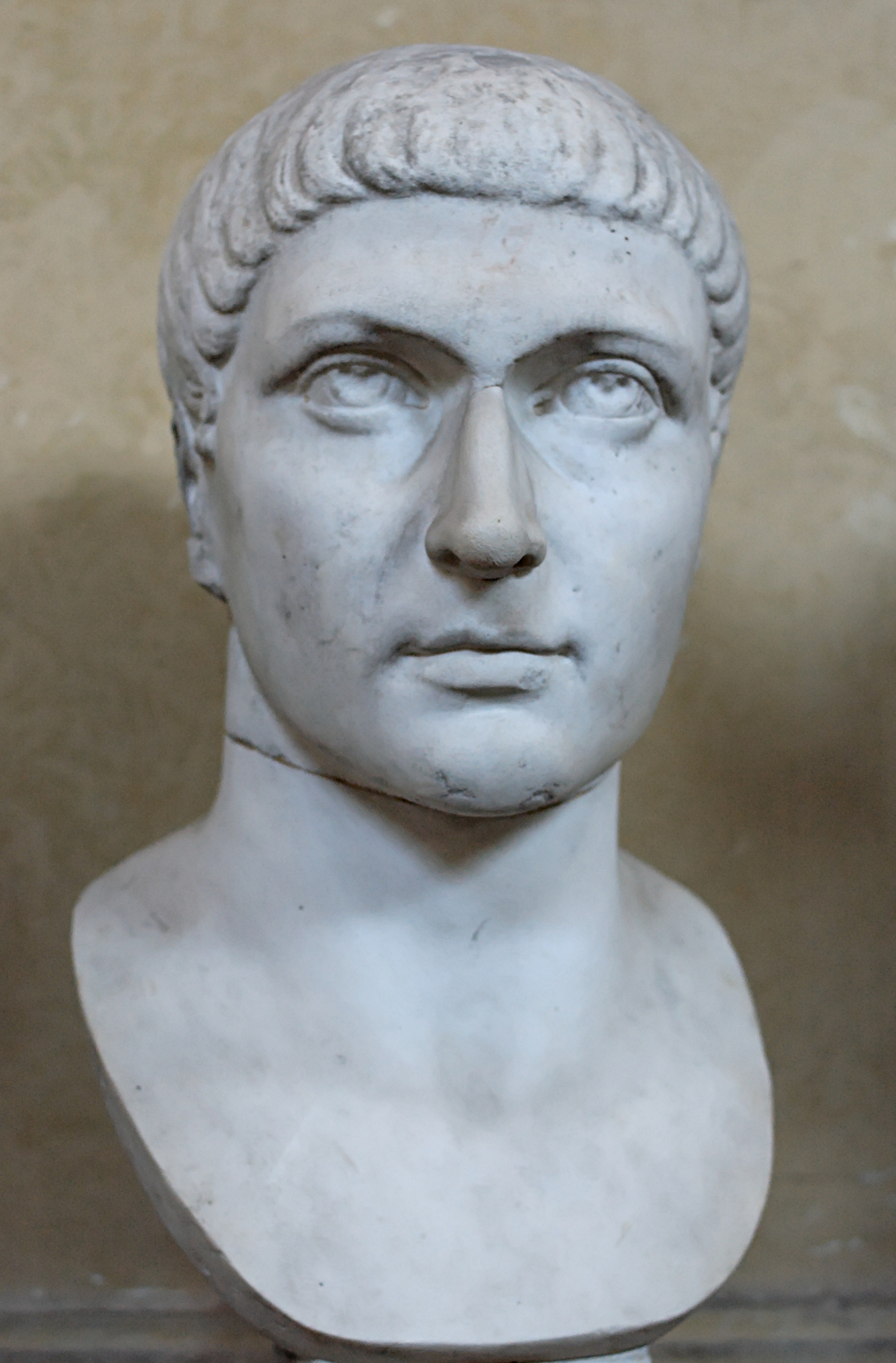
Constantin cel Mare, împărat roman

- 0272: Constantin cel Mare, împărat roman (d. 337)
- 1711: Constantin Mavrocordat, domnitor al Țării Românești și al Moldovei (d. 1769)
- 1724: Friedrich Michael de Zweibrücken, tatăl regelui Maximilian I Iosif de Bavaria (d. 1767)
- 1802: Elisabeth Alexandrine de Württemberg, Prințesă Wilhelm de Baden (d. 1864)
- 1824: Henri-Pierre Picou, pictor francez (d. 1895)
- 1825: Luis de Madrazo, pictor spaniol (d. 1897)
- 1840: Fiodor Șvedov,  fizician rus (d. 1905)
- 1856: Isabella de Croÿ, Ducesă de Teschen (d. 1931)
- 1861: Prințul Carl, Duce de Västergötland, fiu al regelui Oscar al II-lea  (d. 1951)
- 1863: Joaquín Sorolla, pictor spaniol (d. 1923)
- 1872: Alexandru Vaida-Voievod, politician român (d. 1950)
- 1902: John Steinbeck, scriitor american, laureat al Premiului Nobel (d. 1968)
- 1903: Ion Irimescu, sculptor român, membru al Academiei Române (d. 2005)
- 1912: Lawrence Durrell, scriitor englez (d. 1990)
- 1913: Paul Ricoeur, filosof francez (d. 2005)
- 1925: Marin Constantin, dirijor român (d. 2011)
- 1928: Ariel Sharon, politician israelian (d. 2014)
- 1930: Joanne Woodward, actriță americană
- 1932: Elisabeth Taylor, actriță americană (d. 2011)
- 1942: Gheorghe Gabor, politician român (d. 2020)
- 1945: Daniel Olbrychski, actor polonez
- 1953: Yolande Moreau, actriță belgiană
- 1957: Adrian Smith, muzician englez (Iron Maiden)
- 1974: Colin Edwards, pilot de motociclism
- 1979: Kakha Kaladze, fotbalist georgian
- 1983: Kate Mara, actriță americană
- 1996: Aurélien Paret-Peintre, ciclist francez
- 1998: Felix Gall, ciclist austriac

## Decese

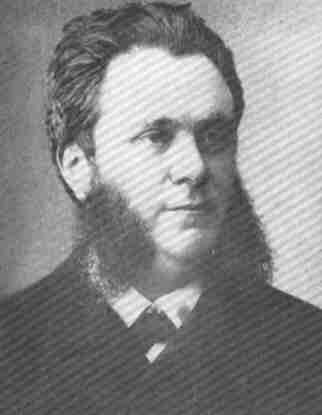
Alexandru D. Xenopol, economist, scriitor român

- 1658: Adolf Frederick I, Duce de Mecklenburg-Schwerin (n. 1588)
- 1666: Luisa de Guzman, regină consort a Portugaliei (n. 1613)
- 1800: Marie Adélaïde a Franței, fiică a regelui Ludovic al XV-lea al Franței (n. 1732)
- 1821: Wilhelm I, Elector de Hesse (n. 1743)
- 1853: Augustus, Mare Duce de Oldenburg (n. 1783)
- 1887: Alexandr Porfirievici Borodin, compozitor rus (n. 1833)
- 1920: Alexandru D. Xenopol, economist, filosof, istoric, scriitor român (n. 1847)
- 1926: Elena Teodorini, soprană română (n. 1857)
- 1936: Ivan Pavlov, fiziolog rus (n. 1849)
- 1940: Nicolae Tonitza, pictor, grafician și critic de artă român (n. 1886)
- 1940: Peter Behrens, arhitect și designer german (n. 1868)
- 1946: Paule Gobillard, pictoriță franceză (n. 1867)
- 1948: Nicodim Munteanu, al doilea patriarh al Bisericii Ortodoxe Române (1939-1948), membru al Academiei Române (n. 1864)
- 1950: Yvan Goll, scriitor franco-german (n. 1891)
- 1955: Alexandru Marcu, profesor român, savant italienist, traducător, membru corespondent al Academiei Române (n. 1894)
- 1956: Nicolae Bălțățeanu, actor român (n. 1893)
- 1984: George Demetru, actor român (n. 1905)
- 1989: Konrad Lorenz, zoolog, filosof austriac, laureat al Premiului Nobel (n. 1903)
- 1990: Alexandru Rosetti, lingvist și filolog român, membru al Academiei Române (n. 1895)
- 1991: Dimitrie Mangeron, matematician român, membru corespondent al Academiei Române (n. 1906)
- 1993: Lillian Gish, actriță americană (n. 1893)
- 1998: George H. Hitchings, chimist american, laureat Nobel (n. 1905)
- 2013: Stéphane Hessel, diplomat, militant politic și scriitor francez (n. 1917)
- 2015: Leonard Nimoy, actor american (n. 1931)
- 2015: Boris Nemțov, politician rus de opoziție, fondator al mișcării politice "Solidarnosti" (n. 1959)
- 2020: Alki Zei, romancieră greacă și scriitoare de literatură pentru copii (n. 1923)
- 2022: Nicolae Corjos, regizor și scenarist român (n. 1935)

## Sărbători
- In calendarul ortodox: Sfantul Procopie Decapolitul; Sfantul Talaleu
- Ziua Internațională a Ursului Polar
- Republica Dominicană: Ziua Națională. Independența față de Spania (1844).